# Стрийково
Стрийково (пол. Stryjkowo, нім. Sternberg) — село в Польщі, у гміні Лідзбарк-Вармінський Лідзбарського повіту Вармінсько-Мазурського воєводства.
Населення — 153 особи (2011).
У 1975-1998 роках село належало до Ольштинського воєводства.

## Демографія
Демографічна структура станом на 31 березня 2011 року:
|          | Загалом | Допрацездатний вік | Працездатний вік | Постпрацездатний вік |
| -------- | ------- | ------------------ | ---------------- | -------------------- |
| Чоловіки | 73      | 20                 | 43               | 10                   |
| Жінки    | 80      | 23                 | 38               | 19                   |
| Разом    | 153     | 43                 | 81               | 29                   |